# Askerton
Askerton – civil parish w Anglii, w Kumbrii, w dystrykcie (unitary authority) Cumberland. Leży 24 km na północny wschód od miasta Carlisle i 429 km na północny zachód od Londynu. W 2011 roku civil parish liczyła 141 mieszkańców.